# 安倍並清
安倍 並清（あべ の なみきよ、生没年不詳）は、平安時代前期の貴族。姓は朝臣。官位は従五位下・左衛門大尉。

## 経歴
左衛門大尉を経て、陽成朝の元慶3年（879年）1月に巡爵により従五位下に昇叙された。

## 官歴
『日本三代実録』による。
- 時期不詳：左衛門大尉
- 元慶3年（879年） 正月7日：従五位下